# Un anno in Provenza
Un anno in Provenza (Une année en Provence) è un romanzo autobiografico di Peter Mayle. Pubblicato nel 1989, è il libro in cui lo scrittore britannico ripercorre il suo trasferimento nel 
Lubéron, culminato nell'acquisto di un casale con due ettari di terreno.

## Edizioni in italiano
- Peter Mayle, Un anno in Provenza, EDT, Torino 1992 ISBN 88-7063-135-4
- Peter Mayle, Un anno in Provenza, EDT, Torino 2001 ISBN 88-7063-571-6
- Peter Mayle, Un anno in Provenza, traduzione dall'inglese di Enrica Castellani, EDT, Torino 2010 ISBN 978-88-6040-693-4
- Peter Mayle, Un anno in Provenza, traduzione dall'inglese di Enrica Castellani, EDT, Torino 2020 ISBN 978-88-592-6534-4